# Огнёвское сельское поселение (Республика Алтай)
Огнёвское се́льское поселе́ние — муниципальное образование в Усть-Коксинском муниципальном районе Республики Алтай Российской Федерации.
Административный центр — село Огнёвка.

## История
Статус и границы сельского поселения установлены Законом Республики Алтай от 13 января 2005 года № 10-РЗ «Об образовании муниципальных образований, наделении соответствующим статусом и установлении их границ»

## Население
| 2010  | 2011  | 2012  | 2013  | 2014  | 2015  | 2016  |
| ----- | ----- | ----- | ----- | ----- | ----- | ----- |
| 1527  | ↗1530 | ↗1539 | ↘1531 | ↗1539 | ↘1490 | ↘1466 |
| 2017  | 2018  | 2019  | 2020  | 2021  |       |       |
| ↘1440 | ↘1439 | ↘1412 | ↘1391 | ↘1237 |       |       |

## Состав сельского поселения
| № | Населённый пункт | Тип населённого пункта       | Население |
| - | ---------------- | ---------------------------- | --------- |
| 1 | Огнёвка          | село, административный центр | ↘634      |
| 2 | Кайтанак         | село                         | ↘337      |
| 3 | Берёзовка        | посёлок                      | ↘246      |
| 4 | Мараловодка      | посёлок                      | ↗232      |
| 5 | Сахсабай         | посёлок                      | ↘17       |